# Calamaria brongersmai
Calamaria brongersmai — вид змій родини полозових (Colubridae). Ендемік Індонезії. Вид названий на честь нідерландського герпетолога Лео Бронгерсми.

## Поширення і екологія
Calamaria brongersmai мешкають на південному сході острова Сулавесі. Вони живуть у вологих рівнинних тропічних лісах, на висоті до 600 м над рівнем моря.